# Тьєрра-Гранде (Техас)
Тьєрра-Гранде (англ. Tierra Grande) — переписна місцевість (CDP) в США, в окрузі Нюесес штату Техас. Населення — 303 особи (2020).

## Географія
Тьєрра-Гранде розташована за координатами 27°42′13″ пн. ш. 97°34′19″ зх. д. / 27.70361° пн. ш. 97.57194° зх. д. (27.703686, -97.571818).  За даними Бюро перепису населення США в 2010 році переписна місцевість мала площу 12,19 км², уся площа — суходіл.

## Демографія
Згідно з переписом 2010 року, у переписній місцевості мешкали 403 особи в 114 домогосподарствах у складі 102 родин. Густота населення становила 33 особи/км².  Було 128 помешкань (10/км²).
Расовий склад населення:
| - 91,6 % — білих - 1,5 % — чорних або афроамериканців - 0,7 % — корінних американців - 4,7 % — осіб інших рас |

До двох чи більше рас належало 1,5 %. Частка іспаномовних становила 82,4 % від усіх жителів.
За віковим діапазоном населення розподілялося таким чином: 31,8 % — особи молодші 18 років, 59,8 % — особи у віці 18—64 років, 8,4 % — особи у віці 65 років та старші. Медіана віку мешканця становила 31,1 року. На 100 осіб жіночої статі у переписній місцевості припадало 91,9 чоловіків;  на 100 жінок у віці від 18 років та старших — 105,2 чоловіків також старших 18 років.
Цивільне працевлаштоване населення становило 113 осіб. Основні галузі зайнятості: освіта, охорона здоров'я та соціальна допомога — 56,6 %, науковці, спеціалісти, менеджери — 34,5 %, публічна адміністрація — 8,8 %.